# Литвин Леон Дмитрович
Леон (Леонід) Дмитрович Литвин (8 серпня 1951, село Страшевичі, тепер Самбірського району Львівської області) — український діяч, голова Дрогобицької районної ради Львівської області.

## Життєпис
З вересня 1966 до липня 1970 року — студент Самбірського педагогічного училища.
У серпні 1970 — травні 1971 року — учитель Либохорської початкової школи Турківського району Львівської області.
У травні 1971 — червні 1973 року — служба в Групі радянських військ у Німеччині (НДР).
У серпні 1973 — листопаді 1975 року — директор Либохорської початкової школи Турківського району Львівської області.
Одночасно в 1973—1979 роках — студент-заочник Львівського державного університету імені Івана Франка, здобув спеціальність викладача історії та суспільствознавства.
Член КПРС до 1991 року.
У листопаді 1975 — серпні 1980 року — учитель історії, в серпні 1980 — липні 1981 року — заступник директора Винниківської восьмирічної школи Дрогобицького району Львівської області.
У липні 1981 — 14 червня 1986 року — інструктор, заступник завідувача відділу пропаганди і агітації Дрогобицького районного комітету КПУ Львівської області.
14 червня 1986 — серпень 1991 року — секретар Дрогобицького районного комітету КПУ Львівської області.
У вересні 1991 — червні 1998 року — заступник директора, директор Дрогобицької філії Львівського кооперативного коледжу.
У червні 1998 — квітні 2006 року — 1-й заступник голови Дрогобицької районної державної адміністрації, начальник управління праці та соціального захисту Дрогобицької районної державної адміністрації.
Член політичної партії «Всеукраїнське об'єднання «Батьківщина»».
У квітні 2006 — листопаді 2010 року — голова Дрогобицької районної ради Львівської області.
Потім — на пенсії.

## Нагороди та звання
- Відмінник народної освіти (1981)